# 釋英勝
釋 英勝 （しゃく えいしょう、19XX年5月27日 - ）は、三重県出身の漫画家。AB型。

## 概要
1982年、ヤングジャンプ掲載の『仲よしこよし』でデビュー。翌83年から、同誌にて『ハッピーピープル』のシリーズ連載を開始。2005年より、ビジネスジャンプで『モンキーピープル』を連載。
代表作『ハッピーピープル』は1997年に映画化、VHSビデオ化された（出演：高岡早紀、ピエール瀧、他。R-15）。また、『ハッピーピープル』の「勉強はいい環境の元で◎」は、「殺意を生む騒音」というタイトルで『週刊ストーリーランド』でアニメ化された。

## 作品リスト
- ハッピーピープル（全12巻、新装版･全10巻、愛蔵版･全5巻）
- 新ハッピーピープル（全3巻）
- モンキーピープル（全5巻）